# Villa Marittima
Die Villa Marittima ist ein 2014 errichtetes, für seine auffällige Architektur ausgezeichnetes Wohnhaus in St. Andrews Beach im australischen Bundesstaat Victoria. Der Entwurf des Gebäudes stammt vom Büro Robin Williams Architect.

## Lage
Das 900-Einwohner-Dorf St. Andrews Beach liegt auf der Mornington-Halbinsel südöstlich von Melbourne in Südostaustralien. Südwestlich verläuft die Bass-Straße, die Meerenge zwischen Tasmanien und dem australischen Festland. Um St. Andrews Beach herum breitet sich der Mornington-Peninsula-Nationalpark aus. Die Villa Marittima liegt zwischen dem seewärts entlang der Küste verlaufenden Ocean Drive und der parallel dazu im Nordosten verlaufenden Constantine Avenue. Vom Wasser trennt das Haus ein 200 m breiter, zum Nationalpark gehörender Streifen Buschland. In unmittelbarer Umgebung befinden sich zwei weitere preisgekrönte Häuser, die beide „St Andrews Beach House“ heißen; eins stammt vom australischen Architekten Sean Godsell, das andere von Fender Katsalidis.

## Geschichte
Architekt Robin Williams aus Melbourne erwarb das Grundstück 1988. 26 Jahre lang stand darauf ein fibro shack, ein klassisches australisches Strandhaus, das Williams als Wochenenddomizil am Meer diente.
Der Architekt begann 2004 mit den Entwürfen für ein neues Gebäude auf dem Grundstück. Die Villa Marittima wurde als Wohnhaus mit Strandhauscharakter konzipiert. Williams wollte das Haus hell und geräumig gestalten und einen guten Ausblick auf Strand und Meer ermöglichen und lehnte sich dabei an einige Konzepte der zeitgenössischen japanischen Architektur an. Die Idee, Polycarbonat als Material für die Wände zu nutzen, kam ihm nach dem Besuch des Laban Dance Centre in London, das ähnliche Materialien einsetzt.
Der Bau wurde 2014 fertiggestellt. Die Villa Marittima wird von Robin Williams und seinem Partner Donald Cant, einem Opernsänger, bewohnt.

## Stil
Die Villa Marittima wird wegen ihrer einfachen und klaren Formensprache dem Architekturstil des Minimalismus zugerechnet. Die Wohnfläche beträgt 294 m², das Grundstück ist ca. 1000 m² groß.
Die Einfahrt des Hauses ist von Teebäumen gesäumt. Das Haus präsentiert sich dem Besucher zunächst als einheitliche Wand aus Polycarbonat. Hinter einer garagenartigen Eingangs-Schiebetür verläuft eine Art Flur ansteigend in Richtung Hausinneres. Am Ende dieses Weges, auf der mittleren Ebene des Hauses, präsentiert sich ein großflächiger Blick auf den Ozean. Diese Konstruktion soll das Erklimmen einer Düne simulieren. Fast alle Außenwände des Hauses sind aus semitransparentem Polycarbonat errichtet, was dem Haus im Zusammenspiel mit einer farblich unterschiedlichen Ausleuchtung einzelner Räume nachts die Optik einer bunten Laterne verleiht, während tagsüber ein diffuses Licht in die Räume fällt. Den Rahmen für die Polycarbonatflächen bilden Stahlträger.
Im Haus wird auf konventionelle Räume verzichtet. Alle Geräte, auch funktionale Einheiten wie Küche, Badezimmer, das Büro oder die Bibliothek, sind in den Wänden verborgen und können bei Bedarf ausgezogen und wieder versenkt werden. Fast alle Wände sind verschiebbar, so dass sich einerseits insbesondere im Sommer Flächen nach außen hin öffnen, andererseits aber auch Teile der oberen Ebene in Räume untergliedern lassen. Mit geringen Umbauten können einzelne Flächen als Wohn-, Schlaf- oder Arbeitszimmer genutzt werden. Eine dieser Flächen ist ein „Salon“ genannter, nach zwei Seiten mit einklappbaren Fensterfronten versehener, terrassenähnlicher Bereich in der Mitte des Hauses, der sich nach Nordosten zum Pool und nach Südwesten zum Meer hin öffnet. Die Beleuchtung dieses „Wohnzimmers“ ist im Boden untergebracht, so dass die Decke eine komplett gestaltungsfreie Fläche bildet; dieses Beleuchtungssystem wurde auch im Eingangsflur angewendet. Alle Böden sind aus Beton gegossen und beinhalten eine Fußbodenheizung.
Ein Kernstück des Hauses ist der nicht überdachte Pool, der sich auf der oberen der zwei Ebenen des Gebäudes befindet. Er ist durch eine großflächige Glasscheibe von der unteren Ebene aus einsehbar; durch direkte, sich im Laufe des Tages wandelnde Sonneneinstrahlung sowie künstliche Beleuchtung abends und nachts wird die untere Ebene, die als separat betretbares Gästezimmer dient, so in ein sich stetig wandelndes Farbenspiel getaucht. Über den Pool hinweg führt ein schmaler, unter der Wasseroberfläche gelegener Steg zu einer Außentreppe, die zur Dachterrasse führt. Die Dachterrasse steigt zum Ozean hin an und wiederholt so das Dünenmotiv des Eingangsbereichs.

## Rezeption
Das australische Architekturmagazin ArchitectureAU stellte einen stilistischen Minimalismus als leitendes Konzept des Hausdesigns heraus. Ein Besuch des Hauses gleiche dem Erforschen eines „interaktiven Kunstwerks“. Das US-Magazin Curbed bezeichnete das Haus als leicht, luftig, angenehm minimalistisch und „Rückzugsort vom Alltag“. Die Jury des australischen National Architecture Award begründete ihre Preisvergabe 2015 damit, die Villa Marittima sei ein „ebenso bizarres wie erfreuliches Experiment darin, in einem Kunstwerk zu leben. (…) (Sie) zelebriert die Möglichkeiten, die die Architektur als Kunstform bietet.“ Das britische Wallpaper-Magazin urteilte, Architekt Williams habe im Bemühen, eine gestalterische Reinheit beizubehalten, alles hinter den Polycarbonat-Wänden verborgen, was man normalerweise mit einer Wohnung assoziieren würde. Durch die semitransparenten Wände ähnele die Villa Marittima eher „einem schillernden, durchsichtigen Leuchtturm als einem typischen australischen Strandhaus“, und es sei „ein transparenter Triumph“. Dem Haus wurde 2017 eine Folge der australischen Design-Show Man About The House mit Comedian und TV-Moderator Tim Ross gewidmet. In der Ankündigung wurde das Gebäude als „Meisterwerk minimalistischer Lebensweise“ und „Kunstwerk mit überraschenden Materialien“ bezeichnet.

### Auszeichnungen
Das Architekturbüro gewann für Entwurf und Realisierung der Villa Marittima mehrere Preise:
- Architecture Award des Australian Institute of Architects in der Kategorie „Residential Architecture – Houses (New)“[8]
- People’s Choice Award des Australian Institute of Architects
- Architecture Award des Institute of Architects des Bundesstaates Victoria in der Kategorie „Residential Architecture – Houses (New)“[11]
- „Lobende Erwähnung“ beim Houses Award des australischen Houses-Magazins in der Kategorie „New House over 200m²“[12]
- Shortlist des World Architecture Festival 2016 in der Kategorie „Häuser“[13]
- Auszeichnung als „Pool of the Year“ durch die australische Swimming Pool and Spa Association (SPASA) 2015